# Nierozłączka obrożna
Nierozłączka obrożna (Agapornis swindernianus) – gatunek małego ptaka z rodziny papug wschodnich (Psittaculidae). Występuje w Afryce Środkowej i Zachodniej.

## Morfologia
WyglądSamiec nie różni się od samicy ubarwieniem. Ptaki te są oliwkowozielone z wierzchu, a brzuch jest żółtozielony. Na karku jest czarna półobroża. Dziób i nogi są szare.
Wymiary
- dł. ciała: 13 cm[5]
- masa ciała: 39–40 g[5]

## Podgatunki i zasięg występowania
Wyróżnia się trzy podgatunki A. swindernianus.
| Wyróżniane podgatunki | Wyróżniane podgatunki | Wyróżniane podgatunki |
| --------------------- | --- | --------------------- |
| A. s. swindernianus   | Podgatunek nominatywny, występuje wyspowo w Liberii, Wybrzeżu Kości Słoniowej i południowej Ghanie. |                       |
| A. s. zenkeri         | Zamieszkuje Kamerun i Gabon po południowo-zachodnią Republikę Środkowoafrykańską i zachodnią Demokratyczną Republikę Konga. Od podgatunku nominatywnego różni się tym, że pod czarną półobrożą na szyi ma czerwono-brązowy pasek sięgający do piersi. |                       |
| A. s. emini           | Zamieszkuje północną, środkową i wschodnią Demokratyczną Republikę Konga oraz zachodnią Ugandę. Podobny do zenkeri, ale czerwono-brązowy pasek od szyi po pierś nie sięga tak daleko.                                                                 |                       |

## Ekologia i zachowanie
BiotopDeszczowe i nizinne lasy, ale w Ugandzie jest też spotykana na wysokości do 1800 m n.p.m. Cały dzień i noc spędzają w koronach drzew.
PożywienieNasiona figi, ale też inne nasiona, owoce, owady i ich larwy.
GniazdowanieGniazdują w gniazdach termitów nadrzewnych oraz w dziuplach drzew, do których samice znoszą duże ilości trawy i kory. Zaczynają składać jaja w porze deszczowej, kiedy jest wystarczająca ilość pokarmu. Samica znosi ok. 5 jaj, które wysiaduje przez 23 dni. Pisklęta przez 5 tygodni przebywają w gnieździe. Później przez 2 tygodnie są jeszcze karmione przez rodziców.

## Status
Międzynarodowa Unia Ochrony Przyrody (IUCN) uznaje nierozłączkę obrożną za gatunek najmniejszej troski (LC – least concern) nieprzerwanie od 1988 roku. Trend liczebności populacji uznaje się za spadkowy.